# Let Me Go (Avril Lavigne)
Singles de Avril Lavigne
Rock N Roll
(2013)
Let Me Go est une chanson de la musicienne canadienne Avril Lavigne, issue de son album éponyme. Le frontman du groupe Nickelback, Chad Kroeger, a été invité sur Let Me Go pour enregistrer les chants. Le titre a également été coécrit par Kroeger avec la contribution de David Hodges ainsi que celle d'Avril Lavigne.
La chanson est publiée le 15 octobre 2013 en tant que 3e single de l'album après les singles Here's to Never Growing Up et  Rock N Roll. La chanson est diffusée la première fois sur la radio américaine KBIG le 8 octobre 2013 puis proposée le 15 octobre 2013 en téléchargement via iTunes.